# Burakumin
Burakumin (部落民 (Bộ Lạc Dân) "Những người bộ lạc") là một nhóm người bị ruồng bỏ ở dưới đáy xã hội Nhật Bản, trong suốt quá trình lịch sử của Nhật Bản, nhóm người này là nạn nhân của sự phân biệt đối xử và tẩy chay nặng nề. Nguồn gốc của họ là một cộng đồng bị ruồng bỏ vào thời phong kiến (1185-1603), được cho là không trong sạch hoặc bị vấy bẩn bởi cái chết (ví dụ như đao phủ, người làm dịch vụ ma chay, công nhân lò mổ, người bán thịt hay những người thuộc da, vv), trên người bám đầy kagare (穢れ (Uế) hay "Vết nhơ"). Theo truyền thông, Burakumin sống trong cộng đồng của riêng họ, trong những xóm hoặc ghetto.

## Thuật ngữ
Thuật ngữ buraku (部落 (Bộ Lạc) buraku) dùng để chỉ những xóm hay xã nhỏ, thường là ở vùng nông thôn. Những người ở những vùng nơi "cộng đồng tách biệt" không còn tồn tại nữa (phía bắc Tokyo) có thể dùng từ buraku để chỉ bất kì xóm nhỏ nào, như vậy có thể thấy từ buraku không phải lúc nào cũng mang ý xấu. Trong lịch sử, từ này chỉ một cộng đồng bị ruồng bỏ nặng nề một cách chính thức.
| Romaji           | Kanji      | Ý nghĩa                      | Chú thích |
| ---------------- | ---------- | ---------------------------- | --- |
| Hisabetsu-buraku | 被差別部落 | bộ lạc bị ruồng bỏ           | được dùng phổ biến, thuật ngữ mang tính lịch sự, nói với hisabetsu-burakumin (被差別部落民hoặc hisabetsu buraku shusshin-sha (被差別部落出身者 "người từ bộ lạc bị ruồng bỏ"). |
| Burakumin        | 部落民     | người bộ lạc                 | |
| Mikaihō-buraku   | 未解放部落 | bộ lạc không được giải phóng | |
| Tokushu buraku   | 特殊部落   | Bộ lạc đặc biệt              | |

## Những người burakumin đáng chú ý

Yanai Tadashi

- Hashimoto Tōru, chính trị gia, luật sư, thống đốc thứ 52 của Osaka, cựu Thị trưởng của Osaka[1][2]
- Matsumoto Jiichirō, chính trị gia và thương gia được gọi là "người cha giải phóng buraku"
- Matsumoto Ryu, chính trị gia Đảng Dân chủ Nhật Bản, thành viên của Chúng Nghị viện
- Matsuoka Toru, chính trị gia Đảng Dân chủ Nhật Bản, thành viên của Tham Nghị viện
- Mikuni Rentaro, diễn viên[3][4]
- Miyazaki Manabu, nhà văn, nhà phê bình xã hội
- Nakagami Kenji, nhà văn, nhà phê bình, và nhà thơ
- Nonaka Hiromu
- Tanihata Takashi
- Yanai Tadashi, người sáng lập và chủ tịch của Uniqlo[5]